# الاستفتاء الدستوري العراقي 2005
توجه الناخبون العراقيون إلى صناديق الاقتراع في 15 أكتوبر 2005 للتصويت في استفتاء بشأن التصديق على الدستور المقترح العراق أو عدم التصديق عليه. وبعد 10 أيام من فرز الاصوات، أعلنت اللجنة الانتخابية في البلاد أن الدستور قد تمت الموافقة عليه بفارق كبير في عموم البلاد. ويزعم عدد من المنتقدين حدوث مخالفات جسيمة، لا سيما في محافظة نينوى الحاسمة، التي كان من المتوقع على نطاق واسع أن توفر التصويت الثالث (والحاسم) بـ «لا».

## الخلفية والحملة
وضعت المادة 61 من الدستور المؤقت للعراق، التي بدأ سريانها منذ 28 حزيران يونيو 2004، قواعد الموافقة على الدستور الدائم المقترح. وكان الدستور المقترح سيوافق عليه الاستفتاء إذا ما صوت كل من الأغلبية في جميع أنحاء البلاد «بنعم»، ولم يكن هناك أكثر من إثنتين من محافظات البلاد ال 18 التي صوت فيها ثلثا المقترعين ب«لا». وفي 2 أكتوبر 2005، أضعفت الجمعية الوطنية الشرط الثاني بحيث لا يتم الوفاء به إلا إذا صوت ثلثا الناخبين المسجلين – وليس الناخبين الفعليين – في ثلاث محافظات بـ «لا». ورد معارضو مشروع الدستور بغضب على إعادة تفسير المادة 61 من الدستور المؤقت. وأشار النقاد أيضا إلى أن هذا التفسير يقرأ مصطلح «ناخب» بشكل مختلف في كلا الشرطين؛ ولا يزال الشرط الأول مستوفى ببساطة إذا صوتت أغلبية الناخبين الفعليين على مستوى البلاد بالموافقة. وبعد الكثير من الانتقادات الدولية، تم إلغاء القرار في 5 أكتوبر.
كان الدستور المؤقت ينص على إمكانية استخدام حق النقض (الفيتو) من قبل أغلبية عظمى من ثلاث محافظات أو أكثر لضمان قبول الدستور الدائم للأقلية الكردية في العراق. إلا أن دعم الدستور كان الأضعف بين أبناء الطائفة السنية في العراق، ورأى بعض المراقبين أن التصويت السني سيؤدي إلى رفض الدستور. وفي حين أن التوزيع العرقي الدقيق للسكان العراقيين حسب المحافظة غير معروف، لأن البلد لم يكن لديه إحصاء رسمي منذ 15 عاما، فإن المحافظات التي تضم أعدادا كبيرة من السنة تشمل بغداد والأنبار وصلاح الدين ونينوى وديالى. وفي هذه الحالة، شهدت كل من الأنبار وصلاح الدين ونينوى تصويت الأغلبية ضد التصديق، على الرغم من أن التصويت في نينوى لم يسفر عن أغلبية الثلثين «لا» المطلوبة لإبطال الدستور.

## الاقتراع
جرت عملية التصويت كما كان مقررا في 15 تشرين الأول أكتوبر وسط إجراءات أمنية مشددة. وكان مسؤولو الانتخابات العراقية يأملون في إعلان نتائج الاقتراع بحلول 19 تشرين الأول أكتوبر. غير أن مسؤولي الانتخابات أعلنوا في 17 تشرين الأول أكتوبر أن المسائل المتعلقة بالاقبال على التصويت في بعض المقاطعات تتطلب مراجعة حسابات التصويت، مما يؤخر إصدار الأرقام النهائية. كما ساهمت عاصفة رملية في وسط العراق في هذا التأخير. وعلى الرغم من إدعاء السياسي السني صالح المطلك عن وجود تزوير، إلا أن مراقبي الانتخابات التابعين للأمم المتحدة قالوا إن التصويت «سار بشكل جيد».
وفي 25 تشرين الأول أكتوبر، أصدر مسؤولو اللجنة الانتخابية النتائج النهائية التي أشارت إلى أن الدستور قد أقر. وفي الإجمال، أيد 79% من الناخبين الميثاق وعارضه 21%. ومن بين 18 محافظة، لم تسجل سوى اثنتين أصوات رافضة بأكثر من ثلثي الأصوات – محافظة واحدة ينقصها حق النقض. وكانت نسبة المشاركة في الاستفتاء بلغت 63 في المائة، بحسب ما قال مسؤولون في المفوضية.
وبالموافقة على الدستور، يجب إجراء انتخابات لحكومة دائمة في موعد لا يتجاوز 15 كانون الأول ديسمبر 2005، على أن تتولى الحكومة الجديدة منصبها في موعد أقصاه 31 كانون الأول ديسمبر 2005. ولو رفض الدستور لكانت الجمعية الوطنية قد حلت، ولانتخبت حكومة انتقالية جديدة لمحاولة كتابة دستور دائم آخر.
وخلال هذه الانتخابات، أتيحت الفرصة للمعتقلين الأمنيين الذين تحتجزهم قوات التحالف ووزارة الداخلية للتصويت. هذه هي المرة الأولى في تاريخ الشرق الأوسط الحديث التي يسمح فيها للمعتقلين من هذا النوع بالتصويت في أي انتخابات.

### جدول النتائج
| المحافظة                | الديمغرافيا                                                                                   | الأصوات   | % لصالح | % ضد  |
| ----------------------- | --------------------------------------------------------------------------------------------- | --------- | ------- | ----- |
| 1 بغداد                 | العاصمة والمنطقة المحيطة بها                                                                  | 2,120,615 | 77.7    | 22.3  |
| 2 صلاح الدين            | أغلبية عربية سنية ولكن ليس بعد جزءا من، إقليم كردستان المتمتعة بالحكم الذاتي                  | 510,152   | 18.25   | 81.75 |
| 3 ديالى                 | أغلبية عربية سنية ولكن ليس بعد جزءا من، إقليم كردستان المتمتعة بالحكم الذاتي                  | 476,980   | 51.27   | 48.73 |
| 4 واسط                  | أغلبية عربية شيعية                                                                            | 280,128   | 95.7    | 4.3   |
| 5 ميسان                 | أغلبية عربية شيعية                                                                            | 254,067   | 97.79   | 2.21  |
| 6 البصرة                | أغلبية عربية شيعية                                                                            | 691,024   | 96.02   | 3.98  |
| 7 ذي قار                | أغلبية عربية شيعية                                                                            | 462,710   | 97.15   | 2.85  |
| 8 المثنى                | أغلبية عربية شيعية                                                                            | 185,710   | 98.65   | 1.35  |
| 9 القادسية              | أغلبية عربية شيعية                                                                            | 297,176   | 96.74   | 3.32  |
| 10 بابل                 | أغلبية عربية شيعية                                                                            | 543,779   | 94.56   | 5.44  |
| 11 كربلاء               | أغلبية عربية شيعية                                                                            | 264,674   | 96.58   | 3.42  |
| 12 النجف                | أغلبية عربية شيعية                                                                            | 299,420   | 95.82   | 4.18  |
| 13 الأنبار              | أغلبية عربية سنية                                                                             | 259,919   | 3.04    | 96.9  |
| 14 نينوي                | أغلبية عربية سنية تطالب بها جزئيا، ولكن ليس بعد جزءا من، إقليم كردستان المتمتعة بالحكم الذاتي | 718,758   | 44.92   | 55.08 |
| 15 دهوك                 | جزء من إقليم كردستان                                                                          | 389,198   | 99.13   | 0.87  |
| 16 أربيل                | جزء من إقليم كردستان                                                                          | 830,570   | 99.36   | 0.64  |
| 17 التأميم (كركوك الآن) | تطالب بها جزئيا، ولكن ليس بعد جزءا من، إقليم كردستان المتمتعة بالحكم الذاتي                   | 542,688   | 62.91   | 37.09 |
| 18 السليمانية           | جزء من إقليم كردستان                                                                          | 723,723   | 98.96   | 1.04  |
| إجمالي                  | إجمالي                                                                                        | 9,852,291 | 78.59   | 21.41 |

## وصلات خارجية
- Iraq's Sunnis Register to Vote in Droves (واشنطن بوست، 8 September 2005)
- Iraqis vote on new constitution; few attacks رويترز October 15, 2005
- The Iraqi Constitution: What Would Approval Really Mean? JURIST
- Iraq Charter Seems Assured of Approval أسوشيتد برس October 16, 2005
- Draft Constitution Adopted by Iraqi Voters أسوشيتد برس October 25, 2005
- Soldier's firsthand photo essay of Baghdad's Referendum Vote on October 15th by Matthew Vea
- Iraq's Constitutional Process II: An Opportunity Lost معهد السلام الأمريكي Special Report, December 2005